# Rhyssemus madagassus
Rhyssemus madagassus är en skalbaggsart som beskrevs av Edgar von Harold 1879. Rhyssemus madagassus ingår i släktet Rhyssemus och familjen Aphodiidae. Inga underarter finns listade i Catalogue of Life.